# Gran Premio motociclistico del Belgio 1957
Il Gran Premio motociclistico del Belgio fu il quarto appuntamento del motomondiale 1957.
Si svolse il 7 luglio 1957 presso il circuito di Spa-Francorchamps, ed erano in programma tutte le classi disputate in singolo oltre che i sidecar.
Le vittorie andarono a Libero Liberati su Gilera in classe 500, a Keith Campbell su Moto Guzzi in 350, a John Hartle su MV Agusta in 250 e a Tarquinio Provini su FB Mondial in 125.
Nei sidecar, vittoria di Walter Schneider in coppia con Hans Strauß su BMW.
L'appuntamento del Belgio fu segnato dalla morte, durante le prove, di Roberto Colombo, pilota ufficiale della MV Agusta; in segno di lutto la casa italiana ritirò dal gran premio le sue altre moto condotte da piloti italiani.

## Classe 500
La gara della classe regina ebbe un finale contestato: Libero Liberati tagliò per primo il traguardo ma nei suoi riguardi venne fatto un reclamo per avere sostituito la motocicletta con quella del suo compagno di squadra Bob Brown prima del via senza aver seguito la prassi regolamentare. La decisione in merito venne demandata alla Federazione Internazionale di Motociclismo che, solamente nel gennaio dell'anno successivo, arrivò al rigetto del reclamo stesso e all'omologazione della classifica ottenuta in gara.
Altra particolarità del gran premio fu che di tutti i partenti (21 o 22 a seconda delle fonti) solo 6 furono quelli che tagliarono il traguardo al termine della gara.

### Arrivati al traguardo
| Pos. | Pilota             | Moto   | Tempo      | Punti |
| ---- | ------------------ | ------ | ---------- | ----- |
| 1    | Libero Liberati    | Gilera | 1h 08:36.6 | 8     |
| 2    | Jack Brett         | Norton | + 52.2     | 6     |
| 3    | Keith Bryen        | Norton | + 3:30.8   | 4     |
| 4    | Derek Minter       | Norton | + 1 giro   | 3     |
| 5    | Michael O'Rourke   | Norton | + 1 giro   | 2     |
| 6    | Hans-Günther Jäger | BMW    | + 1 giro   | 1     |

### Ritirati
| Pilota           | Moto       | Motivo ritiro |
| ---------------- | ---------- | ------------- |
| Gerold Klinger   | BMW        |               |
| Keith Campbell   | Moto Guzzi |               |
| John Surtees     | MV Agusta  |               |
| Giuseppe Colnago | Moto Guzzi |               |
| Alfredo Milani   | Gilera     |               |
| John Clark       | Norton     |               |
| Noel McCutcheon  | Norton     |               |
| Jules Nies       | Norton     |               |
| Raymond Bogaerdt | Norton     |               |
| George Catlin    | Norton     |               |
| Pierre Nicholas  | Norton     |               |
| John Hempleman   | Norton     |               |
| Walter Zeller    | BMW        |               |
| John Anderson    | Norton     |               |
| John Hartle      | Norton     |               |

## Classe 350
Fu questa la seconda classe che prese la partenza, dopo la classe 125. Tra i ritirati vi fu John Surtees.

### Arrivati al traguardo
| Pos. | Pilota           | Moto       | Tempo   | Punti |
| ---- | ---------------- | ---------- | ------- | ----- |
| 1    | Keith Campbell   | Moto Guzzi | 50:34.5 | 8     |
| 2    | Libero Liberati  | Gilera     |         | 6     |
| 3    | Keith Bryen      | Moto Guzzi |         | 4     |
| 4    | Alano Montanari  | Moto Guzzi |         | 3     |
| 5    | Bob Brown        | Gilera     |         | 2     |
| 6    | Giuseppe Colnago | Moto Guzzi |         | 1     |
| 7    | John Anderson    | AJS        |         |       |
| 8    | Jack Brett       | Norton     |         |       |
| 9    | Noel McCutcheon  | Norton     |         |       |
| 10   | Alfredo Milani   | Gilera     |         |       |
| 11   | Arthur Wheeler   | Moto Guzzi |         |       |
| 12   | John Clark       | Moto Guzzi |         |       |
| 13   | Jules Nies       | Norton     |         |       |
| 14   | John Hempleman   | Norton     |         |       |
| 15   | Raymond Bogaerdt | Norton     |         |       |
| 16   | Derek Minter     | Norton     |         |       |

## Classe 250
Tra i ritirati vi fu Tarquinio Provini all'ultimo giro e dopo aver fatto segnare il giro più veloce in gara.

### Arrivati al traguardo (posizioni a punti)
| Pos. | Pilota           | Moto       | Tempo     | Punti |
| ---- | ---------------- | ---------- | --------- | ----- |
| 1    | John Hartle      | MV Agusta  | 44' 23" 5 | 8     |
| 2    | Sammy Miller     | FB Mondial |           | 6     |
| 3    | Cecil Sandford   | FB Mondial |           | 4     |
| 4    | Arthur Wheeler   | Moto Guzzi |           | 3     |
| 5    | František Bartoš | ČZ         |           | 2     |
| 6    | Günter Beer      | Adler      |           | 1     |

## Classe 125
Fu quella della ottavo di litro la prima gara della giornata.

### Arrivati al traguardo (posizioni a punti)
| Pos. | Pilota            | Moto       | Tempo   | Punti |
| ---- | ----------------- | ---------- | ------- | ----- |
| 1    | Tarquinio Provini | FB Mondial | 41:08.2 | 8     |
| 2    | Luigi Taveri      | MV Agusta  |         | 6     |
| 3    | Cecil Sandford    | FB Mondial |         | 4     |
| 4    | František Bartoš  | ČZ         |         | 3     |
| 5    | Bill Webster      | MV Agusta  |         | 2     |
| 6    | Bill Maddrick     | MV Agusta  |         | 1     |

## Classe sidecar
Con il terzo posto conquistato e mancando una sola gara al termine della stagione, l'equipaggio Fritz Hillebrand/Manfred Grunwald ottenne la matematica certezza del titolo iridato; il titolo fu poi assegnato alla memoria perché il pilota Hillebrand morì in un incidente in una gara fuori campionato in Spagna mentre il passeggero subì gravi fratture e decise di ritirarsi dall'agonismo.

### Arrivati al traguardo (posizioni a punti)
| Pos | Pilota             | Passeggero         | Moto   | Tempo     | Punti |
| --- | ------------------ | ------------------ | ------ | --------- | ----- |
| 1   | Walter Schneider   | Hans Strauß        | BMW    | 42' 28" 3 | 8     |
| 2   | Florian Camathias  | Jules Galliker     | BMW    |           | 6     |
| 3   | Fritz Hillebrand   | Manfred Grunwald   | BMW    |           | 4     |
| 4   | Peter 'Pip' Harris | Ray Campbell       | Norton |           | 3     |
| 5   | Jacques Drion      | Inge Stoll-Laforge | BMW    |           | 2     |
| 6   | Marcel Beauvais    | André Coudert      | Norton |           | 1     |